# キクラデス文明
キクラデス文明（キクラデスぶんめい；Cycladic civilization）とは、新石器時代から青銅器時代初期にエーゲ海のキクラデス諸島に栄えた文明で、エーゲ文明に含められる。年代は紀元前3000年頃から2000年頃にわたり、これはクレタ島のミノア文明よりも前に当たる。

## 歴史

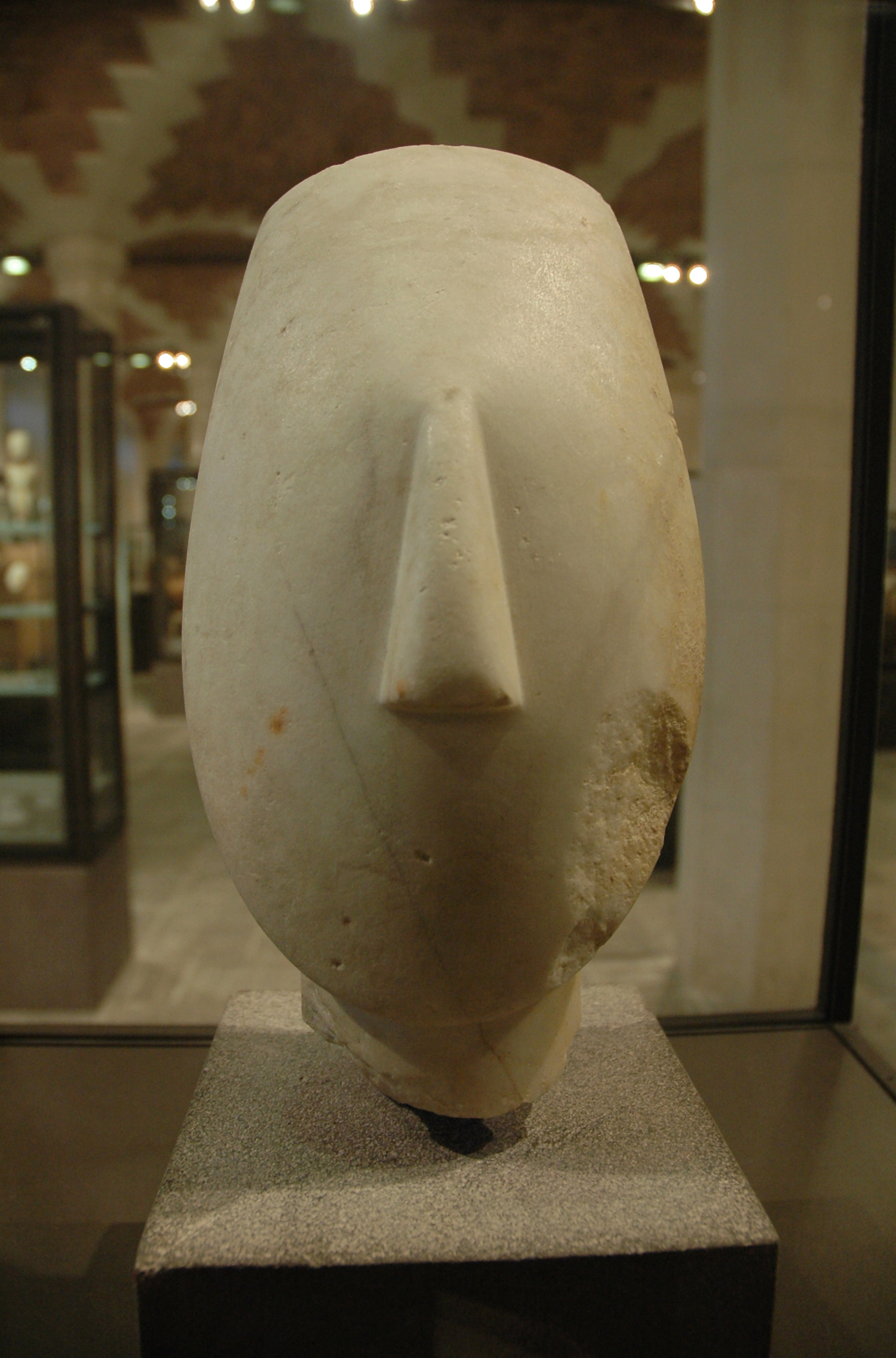
ケロス文化タイプの大理石像

この文明で最も有名なのは、極度に様式化された大理石製の女性像である。これらは約1400体知られているが、20世紀初頭に盗掘され、出土地がわかっているのはその40%にすぎない。
エーゲ海西部ではすでに紀元前4000年より前に、アナトリアとギリシア本土の影響が混合した独特の新石器文化が栄えた。これはエンマ小麦、野生種の大麦、羊、山羊、海で捕れるマグロに依存していた。サリアゴスSaliagosやケファラKephala（ケア島）の遺跡からは、銅細工を行った証拠が得られている。
各島は小さくせいぜい人口数千人規模だったが、キクラデス文明後期の船の模型から、多数の島から50人ほどの漕ぎ手が集まって航海をしていたと思われる。
クレタ島で高度に組織化された宮廷文化が発展すると、キクラデス諸島は重要性を失ったが、デロス島だけは聖地としてギリシア古典期を通じて名声を保った（デロス同盟も参照）。
キクラデス文明の編年は大きく前期・中期・後期の3期に分けられる。前期は紀元前3000年頃始まり、紀元前2500年頃に中期（考古学的にはまだ不明の点が多いが）に移行する。キクラデス文明後期の終わり（紀元前2000年頃）までには基本的にミノア文明に吸収された。ただキクラデス文明の編年には、文化史的なものと年代学的なものの間でやや食い違いがあり、これらを結び付けた編年も一定していないが、普通には次のようにまとめられる。
キクラデス文明の編年 
- 前期キクラデスI期 (ECI)　　-　グロッタ・ペロス（Grotta-Pelos）文化
- 前期キクラデスII期 (ECII)　-　ケロス・シロス（Keros-Syros）文化
- 前期キクラデスIII期 (ECIII)　-　カストリ（Kastri）文化
- 中期キクラデスI期 (MCI)　　-　フィラコピ（Phylakopi）文化

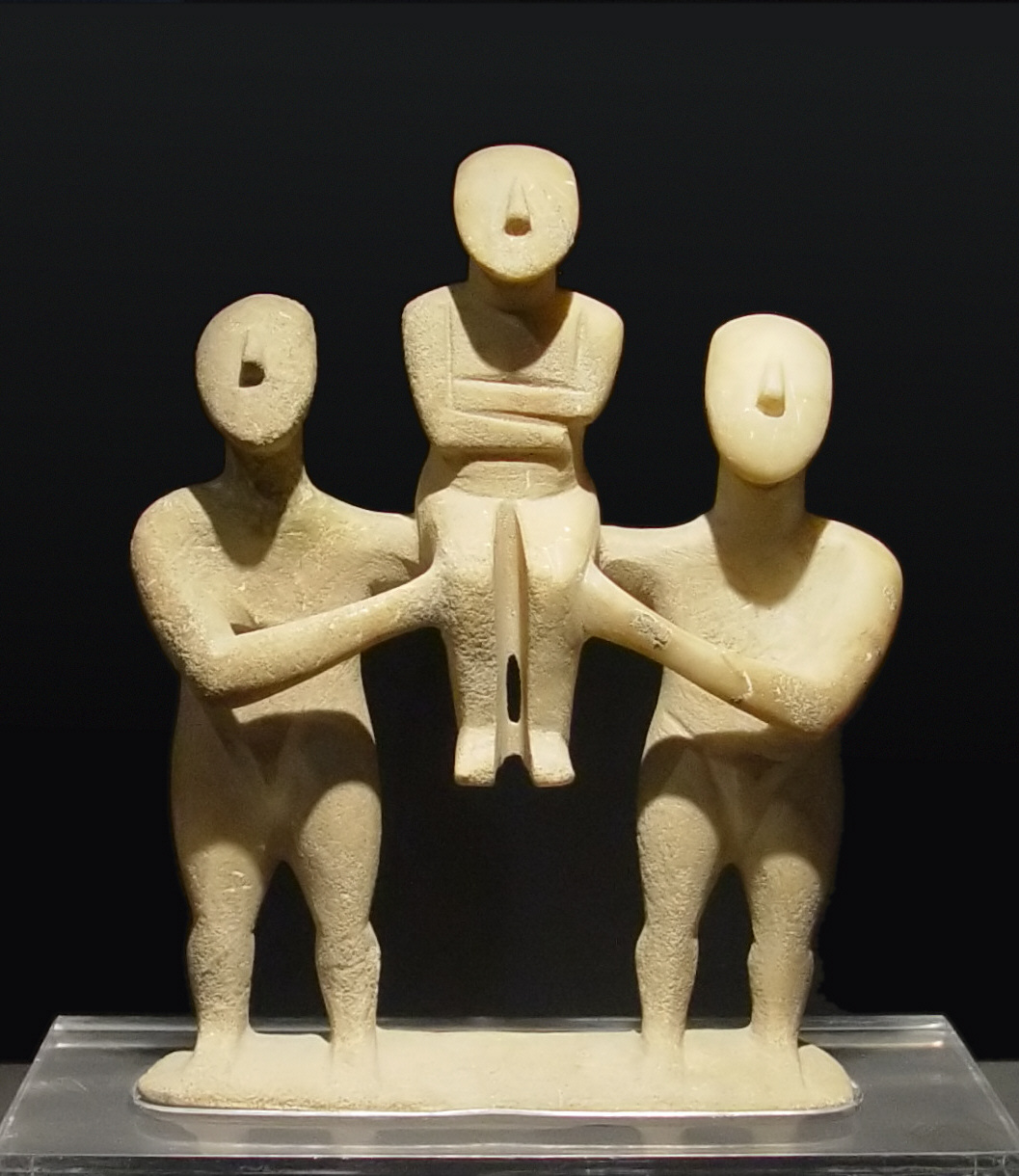
前期キクラデスII期の群像

- 中期キクラデスII期 (MCII)
- 中期キクラデスIII期 (MCIII)
- 後期キクラデスI期
- 後期キクラデスII期
- 後期キクラデスIII期

## 考古学
1880年代に初めて考古学的発掘が行われ、その後英国系研究機関British School at Athensや考古学者クリストス・ツンタス（ツンダス Christos Tsountas、1857-1934）による系統的調査が行われ、彼はいくつかの島で1898-99年に墳墓遺跡を発掘して「キクラデス文明」の名を使った。その後はしばらく注目されなかったが、20世紀半ばにコレクターたちがその現代風な彫刻（ジャン・アルプやコンスタンティン・ブランクーシを想わせる）を奪い合うようになったことで再び注目された。しかし遺跡が掘り荒らされ、偽物も盛んに取引され、多くのキクラデス彫刻は脈絡が断ち切られてしまった。これらの彫刻の意味はもはや完全にはわからないであろう。もう一つの謎に満ちた遺物には、「キクラデスのフライパン」（用途不明）がある。
考古学的知識が増すにつれ、紀元前5000年頃に小アジアから渡って来た農耕・海洋文化の大まかな様相がわかってきた。キクラデス文明は紀元前3300年頃から2000年頃にかけて3段階で発展し、ミノア文明の影響をしだいに強めていった。一方で、クレタ島クノッソスの発掘で発見された土器により、紀元前3400年から2000年頃にキクラデスの影響があったことが判明した 。キクラデス文明と同時期のギリシア本土の文化は、ヘラディック文化と呼ばれる。